# Cor Schuuring
Cornelis Schuuring, dit Cor Schuuring (né le 30 mars 1942 à Amsterdam) est un coureur cycliste néerlandais. Il a été médaillé de bronze dans l'épreuve de la poursuite par équipes aux Jeux olympiques de 1964. Sur route, il a été champion des Pays-Bas sur route amateurs en 1962, vainqueur de l'Olympia's Tour en 1963, puis coureur professionnel de 1965 à 1969.

## Palmarès

### Jeux olympiques
- Tokyo 1964
  -  Médaillé de bronze de la poursuite par équipes

## Palmarès sur route
- 1961
  - 3e de Bruxelles-Opwijk
- 1962
  -  Champion des Pays-Bas sur route amateurs
  - 2e du Circuit de Campine
  - 3e du GP Faber
- 1963
  - 6e étape de l'Olympia's Tour
- 1964
  - Olympia's Tour :
    - Classement général
    - 3e étape

  - À travers Gendringen
- 1969
  - Harelbeke-Poperinge-Harelbeke
  - 3e du Circuit du Limbourg